# Taky Marie-Divine Kouamé

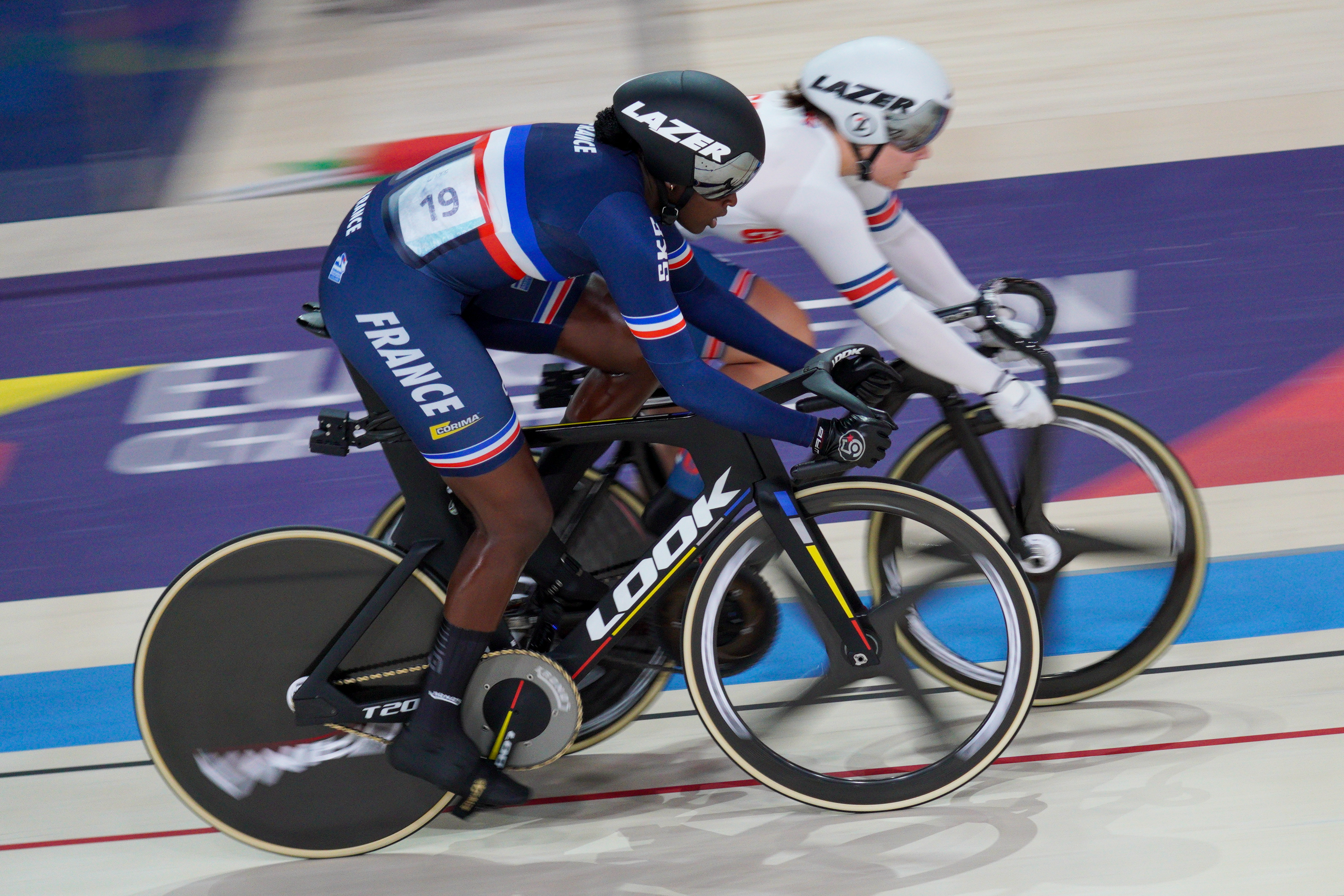
Kouamé im Keirin-Wettbewerb bei der EM 2022 (gegen Sophie Capewell)

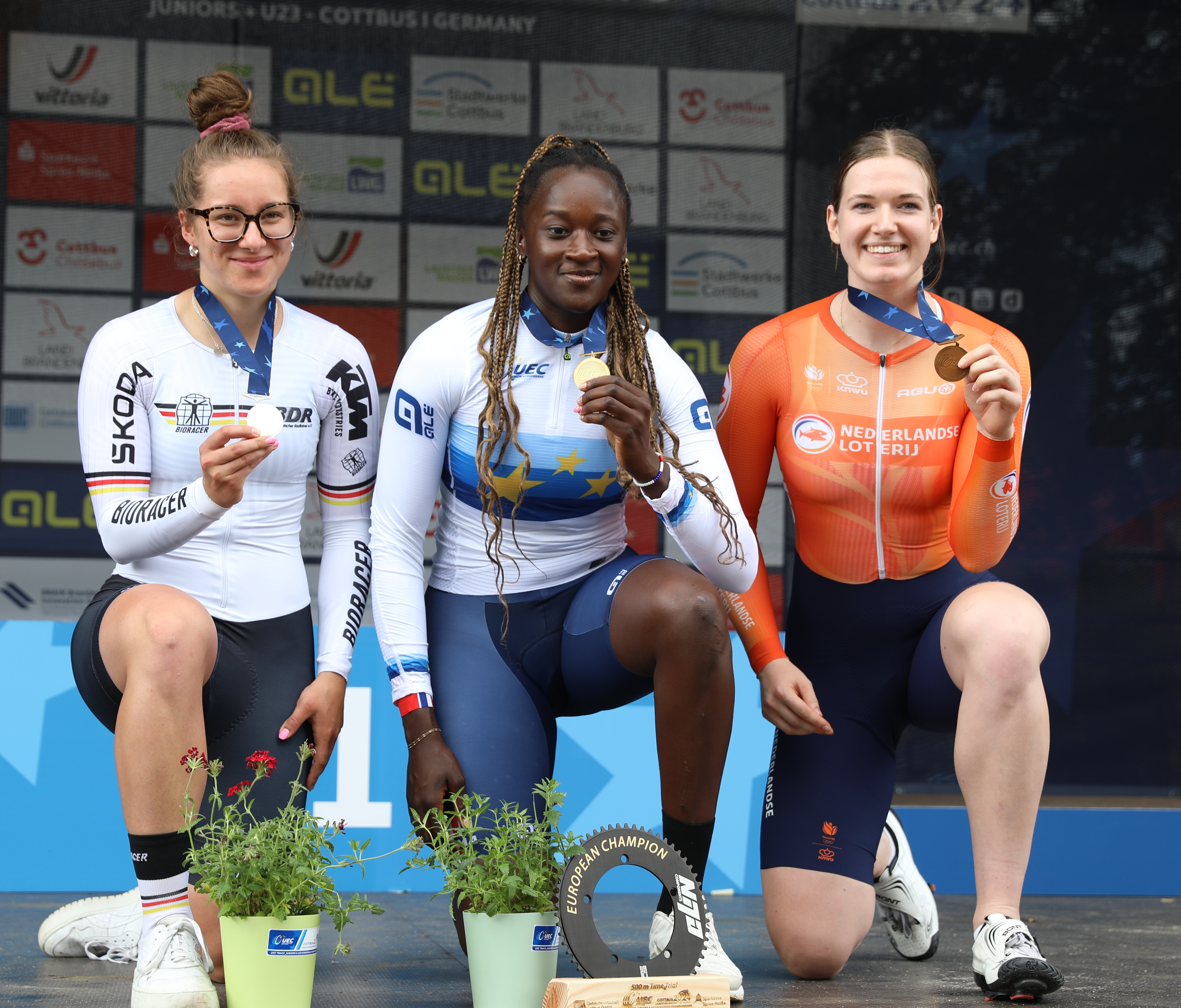
Kouamé als U23-Europameisterin im Zeitfahren (l.: Clara Schneider, r.: Kimberley Kalee)

Taky Marie-Divine Kouamé (* 30. Juli 2002 in Créteil) ist eine französische Bahnradsportlerin, die Rennen in Kurzzeitdisziplinen bestreitet.

## Sportlicher Werdegang
2019 errang Taky Marie-Divine Kouamé bei den Junioren-Europameisterschaften in Gent jeweils Bronze in Sprint, Keirin und 500-Meter-Zeitfahren. Kurz darauf wurde sie in Frankfurt (Oder) Weltmeisterin über die 500 Meter. Im Jahr darauf gewann sie bei den Junioren-Europameisterschaften in Fiorenzuola d’Arda Silber im Keirin und Bronze im Zeitfahren.
2021 wurde Kouamé dreifache französische Meisterin in den Kurzzeitdisziplinen. Bei den U23-Europameisterschaften 2022 gewann sie das Zeitfahren über 500 Meter mit 33,860 Sekunden. Diese Zeit bedeutete die Verbesserung des bisherigen Rekords (33,872 s) von Sandie Clair aus dem Jahr 2008. Im Keirin belegte sie Rang zwei und im Sprint Platz drei. Im selben Jahr wurde sie Weltmeisterin im 500-Meter-Zeitfahren. Bei den Bahnradsport-Europameisterschaften der Junioren/U23 2024 in Cottbus errang sie die U23-Titel in Sprint und Zeitfahren.
Im Januar 2025 wurde Kouamé französische Meisterin im 500-Meter-Zeitfahren; dabei unterbot sie mit 1:08,399 Minuten Rekord von Nathalie Lancien-Even (1:09,83 min) aus dem Jahr 1993. Insgesamt drei Fahrerinnen hatten während der Konkurrenz den vorherigen Rekord verbessert.

## Rassismus
Taky Marie-Divine Kouamé hat ivorische Wurzeln. In dem Buch Black Champions in Cycling von  Marlon Moncrieffe berichtete sie von rassistischen Beleidigungen von gleichaltrigen Radsportlern ihr gegenüber, als sie elf Jahre alt war, die sie zunächst nicht als solche verstanden habe. Erst später sei ihr klar geworden, was Rassismus bedeute.

## Erfolge
2019
- Junioren-Europameisterschaft – Sprint, Keirin, 500-Meter-Zeitfahren
- Junioren-Weltmeisterin – 500-Meter-Zeitfahren

2020
- Junioren-Europameisterschaft – Keirin
- Junioren-Europameisterschaft – 500-Meter-Zeitfahren

2021
- Französische Meisterin – Keirin, Sprint, 500-Meter-Zeitfahren

2022
- U23-Europameisterin – 500-Meter-Zeitfahren
- U23-Europameisterschaft – Keirin
- U23-Europameisterschaft – Sprint
- Weltmeisterin – 500-Meter-Zeitfahren

2023
- Europameisterschaft – 500-Meter-Zeitfahren

2024
- Europameisterschaft – 500-Meter-Zeitfahren
- Französische Meisterin – Sprint, Keirin, 500-Meter-Zeitfahren
- U23-Europameisterin – Sprint, Zeitfahren

2025
- Französische Meisterin – 500-Meter-Zeitfahren (mit nationalem Rekord 1:08,399)